# Ratzeburg
Ratzeburg (in basso tedesco Ratzborg) è una città di 14 418 abitanti dello Schleswig-Holstein, in Germania, al confine con il Meclemburgo-Pomerania Anteriore.
È il capoluogo del circondario (Kreis) del ducato di Lauenburg (targa RZ).

## Geografia fisica
La città è circondata da tre laghi, facendo sì che sia chiamata la città-isola Inselstadt. È unita alla terra da tre ponti. Famosa località per cure di salute e benessere. La città è parte di una riserva naturale chiamata Naturpark Lauenburgische Seen.
Ratzeburg è parte integrante della regione metropolitana di Amburgo. Le città più vicine sono Mölln, Lubecca e Schwerin. La città dista circa venti chilometri da Lubecca vicino alla Alte Salzstrasse, la vecchia strada del sale, che collegava Lubecca e Lüneburg. È anche attraversata dalla strada che congiunge Bad Oldesloe e Schwerin che prima della riunificazione dei due stati tedeschi nel 1989 segnava il confine tra RFG e RDT.

## Storia

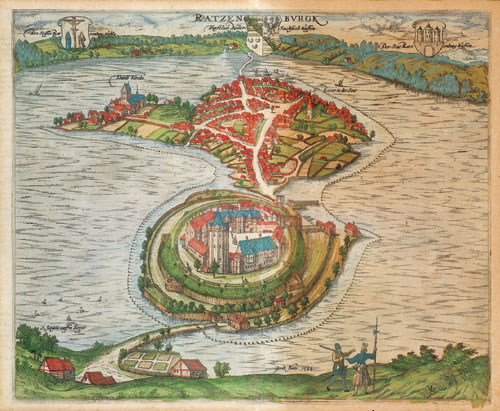
immagine della città nel 1590

La città fu fondata nell'XI secolo come Racisburg. Il nome deriva dal termine Ratse che era il soprannome del principe dei Polabi, Ratibor, che nelle lingue lusaziane (in cui è compresa la lingua dei Venedi) significa "righello". Nel 1044 fu costruito un monastero dai missionari cristiani sotto la guida del monaco Ansverus. Il monastero venne distrutto in una ribellione pagana nel 1066, dove tutti i monaci furono lapidati a morte. Oggi sono presenti monumenti ai missionari in due delle chiese della città a commemorare questi eventi. Nella cattedrale di Ratzeburg sono conservate le spoglie di Ansverus canonizzato nel XII secolo.
Enrico il leone (Heinrich der Löwe) divenne il governatore della città nel 1143 e istituì la diocesi di Ratzeburg nel 1154. Fu anche responsabile della costruzione del Duomo tardo gotico, costruito nel tipico stile nord tedesco 'rosso-mattone'. Enrico ha anche contribuito alle costruzioni delle cattedrali a Lubecca ed a Braunschweig dove sono ancora conservate le sue spoglie.
Successivamente la città divenne un Principato Vescovile, il cui sovrano aveva un voto alla Dieta imperiale. La diocesi principesca di Ratzeburg fu l'ultimo stato cattolico nel nord della Germania. Nel 1550 dopo la morte del suo sovrano il principe-vescovo Georg von Blumenthal, lo stato viene convertito da Thomas Aderpul, divenendo Luterano nel 1554.
La città di Ratzeburg stessa, (a parte il Domfreiheit, ossia la giurisdizione autonoma sul palazzo del principe-vescovo e il duomo) non era politicamente all'interno del territorio del principato di Ratzeburg, dominio vescovile fino al 1648, diventando invece parte del Ducato di Sassonia-Lauenburg dopo la caduta di Enrico il Leone.
La città è stata quasi completamente distrutta nel 1693, quando Cristiano V di Danimarca la ridusse in macerie con i bombardamenti. Dopo questo evento fu ricostruita in stile barocco.
Ratzeburg fece brevemente parte del Primo Impero francese durante le guerre napoleoniche e al Congresso di Vienna fu assegnata alla Danimarca.
Durante la Seconda guerra dello Schleswig venne annessa al Regno di Prussia nella Provincia di Schleswig-Holstein. La cattedrale entrò a far parte della città di Ratzeburg nel 1937 con l'Atto della Grande Amburgo. Dal 1945 al 1989 la cortina di ferro passava appena ad est della città, ponendola al confine con la Repubblica democratica tedesca.
Ratzeburg è anche nota per il suo club olimpico di canottaggio Ratzeburg Club, che è stato protagonista, tra gli altri, nella lista delle medaglie d'oro alle Olimpiadi di Melbourne nel 1956. In uno dei cimiteri della città è anche presente la tomba dello scultore e scrittore Ernst Barlach, forse il più importante artista creativo ad avere scelto la sua casa a Ratzeburg.

## Politica

### Elenco dei Sindaci
- 1872-1896: Gustav Heinrich Friedrich Hornborstel
- 1897-1909: Friedrich Tronier
- 1909-1925: Friedrich Goecke
- 1926-1938: Karl Saalfeld
- 1938-1939: Karl Michaelis
- 1939-1945: Max Stelter
- 1945-1946: Karl Kiesewetter
- 1946-1962: Otto Hofer
- 1962-1968: Friedhelm Schöber
- 1968-1989: Peter Schmidt
- 1989-2001: Bernd Zukowski
- 2001-2007: Michael Ziethen
- dal 2007: Rainer Voß

## Stemma araldico

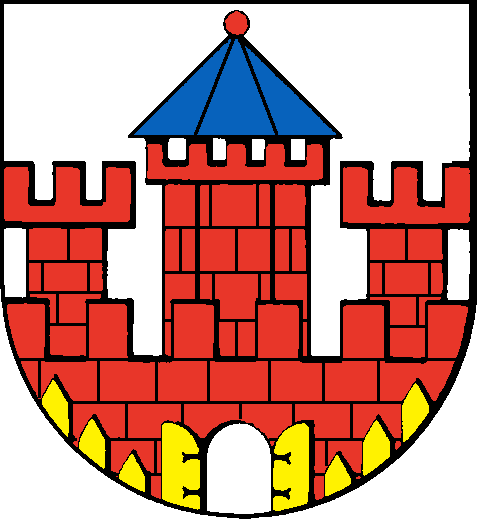
Stemma della città.

Nel Blasone: "Un castello rosso argento con il portone aperto, dal basso fino a raggiungere i merli del muro e delle tre torri, merli, in media, più elevati e la torre principale con tetto blu sottolineato.

## Infrastrutture e trasporti
L'aeroporto regionale Lubecca Blankensee è a soli 20 km di distanza, mentre l'aeroporto internazionale di Amburgo Fuhlsbüttel è a circa 70 km.
Ratzeburg è situata lungo la ferrovia Lubecca-Lüneburg. Il treno arriva e parte sia per Lubecca che per Lüneburg circa ogni ora.

## Cultura

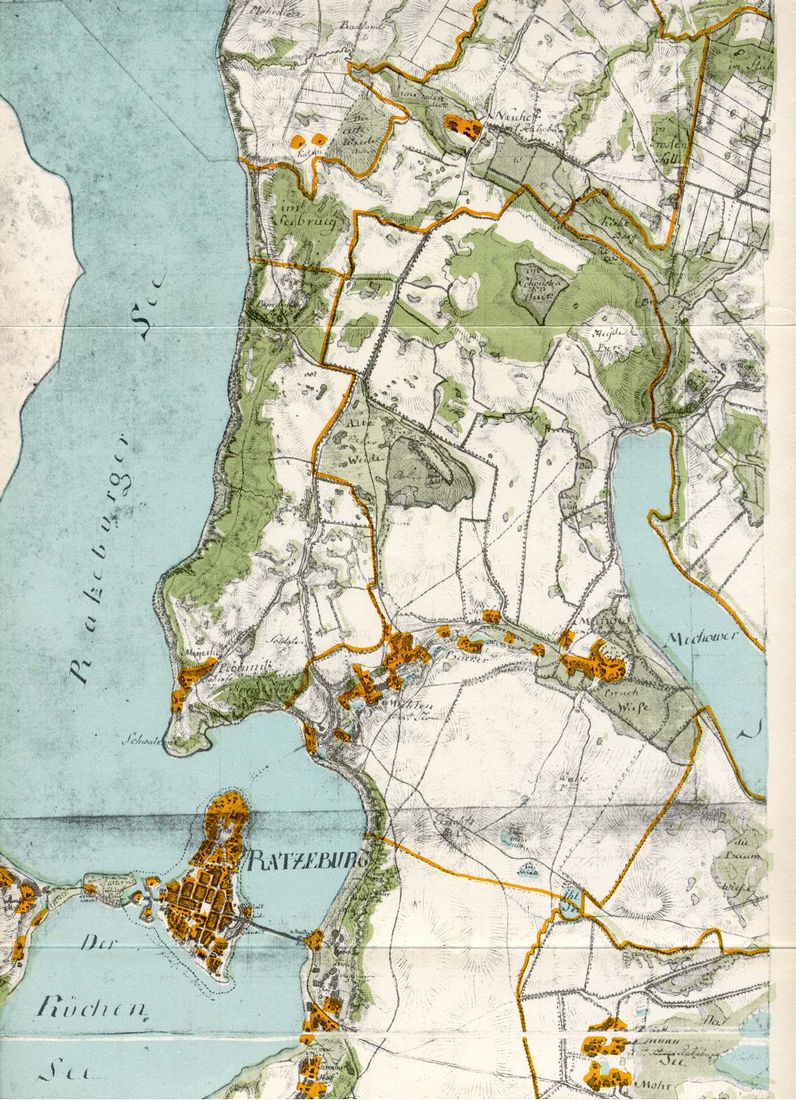
La mappa della città.

### Musei
- Kreismuseum im Herrenhaus am Dom
- A. Paul Weber-Museum
- Barlach-Museum im „Alten Vaterhaus“

### Architetture
- San Giorgio in Montagna sulla Georgsberg è la chiesa più antica nel Ducato di Lauenburg. La prima chiesa che nel 1066 è stata distrutta dall'insurrezione.
- La cattedrale romanica nella città isola è stata completata nel 1170 e ospita le ossa di San Ansverus. La cattedrale fu costruita da Enrico il Leone, ed è una delle chiese più antiche del paese. Alla chiesa appartiene un chiostro e un cimitero.
- La chiesa di San Pietro. Altare, pulpito e organo formano uno spazio unitario, questa chiesa rappresenta un classico esemplare della chiesa protestante del XVIII secolo nel nord della Germania.
- Il palazzo del duca Adolf Frederick IV del Meclemburgo-Strelitz costruito in ritardo dai Duchi di Meclemburgo dal 1766 sulla Domhof ora ospita il museo del distretto Herzogtum Lauenburg. In Rococò con Sala concerti ed altri eventi culturali.
- Il Castello Teatro di Ratzeburg: Sotto la direzione del architetto Cesar Pinnau dal 1953 ad oggi, teatro classico, fino ad oggi l'unico nel Ducato di Lauenburg.

## Ricorrenze annuali
- Giugno: Regata internazionale di canottaggio sul Großen Küchensee
- Giugno: Dragon Boat Race sul Küchensee
- Cinema all'aperto in estate
- Agosto: Racesburg Wylag (mercato medievale dal 1995)
- Agosto: Ratzeburger Festival cittadino
- Agosto: Torneo Internazionale di Scherma "vecchia salina Road" (dal 1960 in ciascuno degli ultimi due fine settimana di agosto)
- Dicembre: L'avvento di Ratzeburger

## Amministrazione

### Gemellaggi
- Esneux
- Walcourt
- Strängnäs
- Sopot
- Ribe
- Châtillon (Île-de-France)